# Menhires de Milrei
Los menhires de Milrei son un conjunto de seis menhires, ubicados en el municipio de Vila do Bispo, en la región del Algarve, en Portugal.

## Descripción e historia
El conjunto está formado por un grupo de veinticinco menhires, situados en lo alto de suaves elevaciones en torno al vértice geodésico de Milrei, que permiten una buena visión del paisaje costero hasta Sagres. El complejo está ubicado cerca de Praia da Ingrina, aproximadamente a 1,5 km al sureste del pueblo de Raposeira. Fueron tallados en piedra caliza de la región, en tonos blancos o amarillentos, y presentan formas principalmente subcilíndricas, con algunos ejemplos de configuración cónica u ovalada. Las alturas de los menhires varían entre los 70 cm y los 2 m. Algunos de los ejemplares presentan elementos decorativos, como cazoletas o cordones en forma ondulada o en elipse, unidos en los vértices. Todos los ejemplares están tumbados y algunos divididos en fragmentos. En el lugar se encontraron ejemplares de cerámica neolítica, morteros y molinos manuales. Estos últimos son de especial interés ya que atestiguan la práctica de la agricultura por parte de las comunidades que construyeron los monolitos, revelando un estilo de vida de carácter sedentario.
En las inmediaciones se descubrió un yacimiento con gran cantidad de materiales líticos, como hachas, raspadores, núcleos, lascas y martillos, integrados cronológicamente en el Mesolítico. También se identificaron dos lugares con arte rupestre neolítico: el Milrei 1, está compuesto por una losa decorada con veinticinco cazoletas, mientras que el Milreu 2 consiste en otra losa, decorada con cazoletas.
El conjunto de Milrei se encuentra cerca de otros monumentos megalíticos, como el menhir de Aspradantes y los menhires de Padrão, formando parte del conjunto megalítico de Barlavento. Por sus atributos desde el punto de vista de la morfología y la decoración, probablemente se instalaron en un período comprendido entre los años 5500 y 2000 a. C., durante el Neolítico o el Calcolítico. Fueron identificados por el arqueólogo Eduardo Prescott Vicente y Silveira Martins en 1979, y los alrededores fueron investigados posteriormente por Mário Varela Gomes, quien publicó la información.
El proceso para la protección conjunta de los menhires de Milrei y Padrão comenzó con la publicación de una orden del Ministerio de Cultura el 6 de julio de 1983, tras un dictamen de la Comisión Nacional Provisional de Arqueología, pero terminó caducando sin ser concluida. En septiembre de 2010, la Directora Regional de Cultura del Algarve, Dália Paulo, declaró que tenía la intención de completar los procesos de clasificación de los diversos bienes de la región que ya habían sido aprobados como de Interés Público o Nacional, faltando solo la opinión final del Instituto de Gestión del Patrimonio Arquitectónico y Arqueológico, y su publicación en el Diário da República. Entre los diversos monumentos que se beneficiarían de la clasificación definitiva están los menhires de Milrei, medida que fue aplaudida por el alcalde de Vila do Bispo, Adelino Soares, que anunció su intención de crear un itinerario turístico temático del megalitismo en el municipio.